# Тім Конвей
Тома Даніель «Тім» Конвей (англ. Toma Daniel «Tim» Conway; 15 грудня 1933 — 14 травня 2019) — американський актор, лауреат премій «Золотий глобус» і «Еммі», що отримав популярність завдяки участі в серіалах «Флот МакХейла» і «Шоу Керол Бернетт».

## Життєпис
Конвей народився в 1933 році в Огайо, США, у нього ірландсько-румунське походження. Тім навчався в Bowling Green State University за фахом мова і радіо і був активним членом братства Phi Delta Theta. Після закінчення навчання пішов в армію, а потім працював листоношею на одній з радіостанцій Клівленда, де він також став співробітником рекламного відділу. Конвей пізніше змінив своє ім'я на «Тім», щоб уникнути плутанини з актором Томом Конвеем.
Конвей був двічі одружений. Його перший шлюб був з Мері Енн Далтон з 1961 до 1978 рік. У них народилося шестеро дітей. Вдруге він одружився з Шарлін Фуско 18 травня 1984 року. Серед його дітей — радіоведучий Тім Конвей-молодший.